# うすき少年自然の家
うすき少年自然の家（うすきしょうねんしぜんのいえ）は、かつて大分県臼杵市大字下ノ江にあった、大分市の少年自然の家である。

## 概要
日豊海岸国定公園の北部、佐賀関半島の臼杵湾側の付け根付近の台地上に、1975年（昭和50年）10月に設置された。施設の周囲は自然が豊かで、カヌーや海水浴といった野外活動が楽しめた。宿泊定員は、205人。
施設の利用資格があるのは、大分市および臼杵市在住の
- 小・中・特別支援学校の児童・生徒及びその指導者
- 少年団体とその指導者
- 家族
- 青年・成人の団体

となっていた。
年間利用者数のピークは1987年の44,981人であったが、2011年度は18,780人に減少した。このような利用者減に加え、施設が老朽化していて、バリアフリー化や耐震補強のための費用も必要となると見込まれたことから、2013年（平成25年）3月31日をもって廃止された。
旧うすき少年自然の家の施設及び土地は、2016年11月に先着順で売り出されている。